# Neuville Saint Denis
Neuville Saint Denis ist eine französische Gemeinde mit 657 Einwohnern (Stand: 1. Januar 2022) im Département Eure-et-Loir in der Region Centre-Val de Loire. Sie gehört zum Arrondissement Chartres und ist Mitglied im Gemeindeverband Communauté de communes Cœur de Beauce.
Sie entstand mit Wirkung vom 1. Januar 2025 als Commune nouvelle durch Zusammenlegung der bis dahin selbstständigen Gemeinden Rouvray-Saint-Denis, Barmainville und Neuvy-en-Beauce, die in der neuen Gemeinde den Status als Communes déléguées besitzen. Der Verwaltungssitz befindet sich im Ort Rouvray-Saint-Denis.

## Gemeindegliederung
| Ortsteil                              | Ehemaliger INSEE-Code | PLZ   | Fläche (km²) | Einwohnerzahl (2022) |
| ------------------------------------- | --------------------- | ----- | ------------ | -------------------- |
| Rouvray-Saint-Denis (Verwaltungssitz) | 28319                 | 28310 | 19,35        | 345                  |
| Barmainville                          | 28025                 | 28310 | 06,83        | 094                  |
| Neuvy-en-Beauce                       | 28276                 | 28310 | 15,68        | 218                  |

## Geografie
Neuville Saint Denis liegt etwa 38 Kilometer ostsüdöstlich von Chartres, etwa 24 Kilometer südwestlich von Étampes und etwa 42 Kilometer nördlich von Orléans in der Région naturelle der Beauce an der Grenze der Départements Essonne und Loiret.
Das Gemeindegebiet weist keine Fließgewässer aus. Das Zentrum in der Commune déléguée Rouvray-Saint-Denis liegt auf etwa 144 m Höhe. Das Bodenrelief des gesamten Gemaindegebietsist relativ flach mit Höhen meist zwischen 135 m und 145 m. Die maximale Erhebung von 147 m wird westlich des Zentrums nahe dem Weiler Le Moulin gemessen.
Teile des Gebiets von Neuville Saint Denis gehören zum Natura-2000-Schutzgebiet „Beauce et vallée de la Conie“ (FR2410002).
Umgeben wird Neuville Saint Denis von den zehn Nachbargemeinden:
| Levesville-la-Chenard Baudreville | Mérouville Intréville                       | Angerville (Essonne) |
| Fresnay-l’Évêque                  | Kompassrose, die auf Nachbargemeinden zeigt | Andonville (Loiret)  |
| Trancrainville                    | Oinville-Saint-Liphard                      | Boisseaux (Loiret)   |

## Sehenswürdigkeiten
| Name                          | Ort                 | Bemerkungen             | Bild |
| ----------------------------- | ------------------- | ----------------------- | ---- |
| Pfarrkirche Saint-Denis       | Rouvray-Saint-Denis | 12. und 13. Jahrhundert |      |
| Kapelle Notre-Dame de Lorette | Rouvray-Saint-Denis | 16. Jahrhundert         |      |
| Kirche Saint-Julien           | Neuvy-en-Beauce     | 16. Jahrhundert         |      |

## Bildung
Neuville Saint Denis verfügt im Ortsteil Rouvray-Saint-Denis über eine öffentliche Vor- und Grundschule (École primaire) mit 98 Schülerinnen und Schülern im Schuljahr 2024/2025.

## Wirtschaft
Einer der wichtigsten Arbeitgeber ist die Firma Raigi in Rouvray-Saint-Denis mit 71 Mitarbeitern für Entwicklung und Vertrieb von Elastomeren und Schaumstoffen.

## Windenergie
In Rouvray-Saint-Denis und Barmainville sind mehrere Windkraftanlagen mit einer Nennleistung von insgesamt 33.800 kW installiert.

## Verkehr
Die Autoroute A 10 „L’Aquitaine“ von Paris nach Bordeaux durchquert das westliche Gemeindegebiet von Nord nach Süd ohne Anschlussstelle. Die Departementsstraße D 2020, die ehemalige Route nationale 20 von Paris nach Bourg-Madame an der spanischen Grenze, verläuft durch das östliche Gemeindegebiet. Nachgeordnete Departementsstraßen und lokale Landstraßen verbinden die Ortsteile der Gemeinde und mit Nachbargemeinden.
Die Bahnstrecke Paris–Bordeaux durchquert das östliche Gemeindegebiet ohne Haltepunkt. Der nächstgelegene Bahnhof befindet sich auf dem Gebiet der Nachbargemeinde Boisseaux unmittelbar hinter der Gemeindegrenze.